# Clemensia lactea
Clemensia lactea là một loài bướm đêm thuộc phân họ Arctiinae, họ Erebidae.